# Rena rama sanningen (TV-program)
Rena rama sanningen var ett underhållningsprogram som sändes i SVT från den 5 november 1993 till den 13 mars 1998 , oftast med fredagskväll som sändningstid. Programmet var en vidareutveckling av den tidigare succén 24 karat. Programledare var Harald Treutiger och de tävlande var två lag (ibland bestående av kändisar), ett kill-lag och ett tjej-lag. Lagen fick under spelets grundomgång svara på olika frågor utifrån ett påstående från Treutiger (sant eller falskt). Till sin hjälp hade han Jerker Eriksson som utförde en rad dolda kameran-upptåg, samt Rally-Kalle, Dan Andersson som utförde diverse tricks med olika bilar. Ett annat inslag var att produkter från reklamfilmer synades. Man testade om de verkligen uppfyllde det som påstods i reklamen.
När grundomgången var avgjord gick det av lagen med flest poäng vidare till finalen, där poängen räknades om i sekunder. En av deltagarna i finallaget fick därefter ställa sig vid en egyptisk staty och delta i finalomgången där man med ögonbindel skulle räkna för sig själv upp sekunderna till 60 sekunder jämnt för att få maximal vinst (30000 SEK). Vinst betalades även om man stoppade klockan mellan sekund 55-59, men ej om man missade och lät stoppa klockan före eller efter den angivna tiden. Under de fyra säsonger som programmet sändes, var det bara ett fåtal personer som lyckade pricka rätt sekund för maxvinst, men de flesta som var i finalen stoppade klockan i intervallet 57-58 sekunder och plockade hem en skaplig vinstsumma ändå.
Programmet hade en tävling för barn också, kallad Vi i 4:an, vars titel var inspirerad av frågesportprogrammet Vi i femman. Varje vecka fick två barn från svenska grundskolans årskurs 4 springa en hinderbana och den som hade snabbast tid vann.
När Harald Treutiger efter 1998 lämnade Sveriges Television för TV 3 valde Sveriges Television i Malmö att lägga ned programmet till förmån för ett annat lyckat projekt, Upp till bevis med Sven Melander som programledare.